# Augustin Handzel

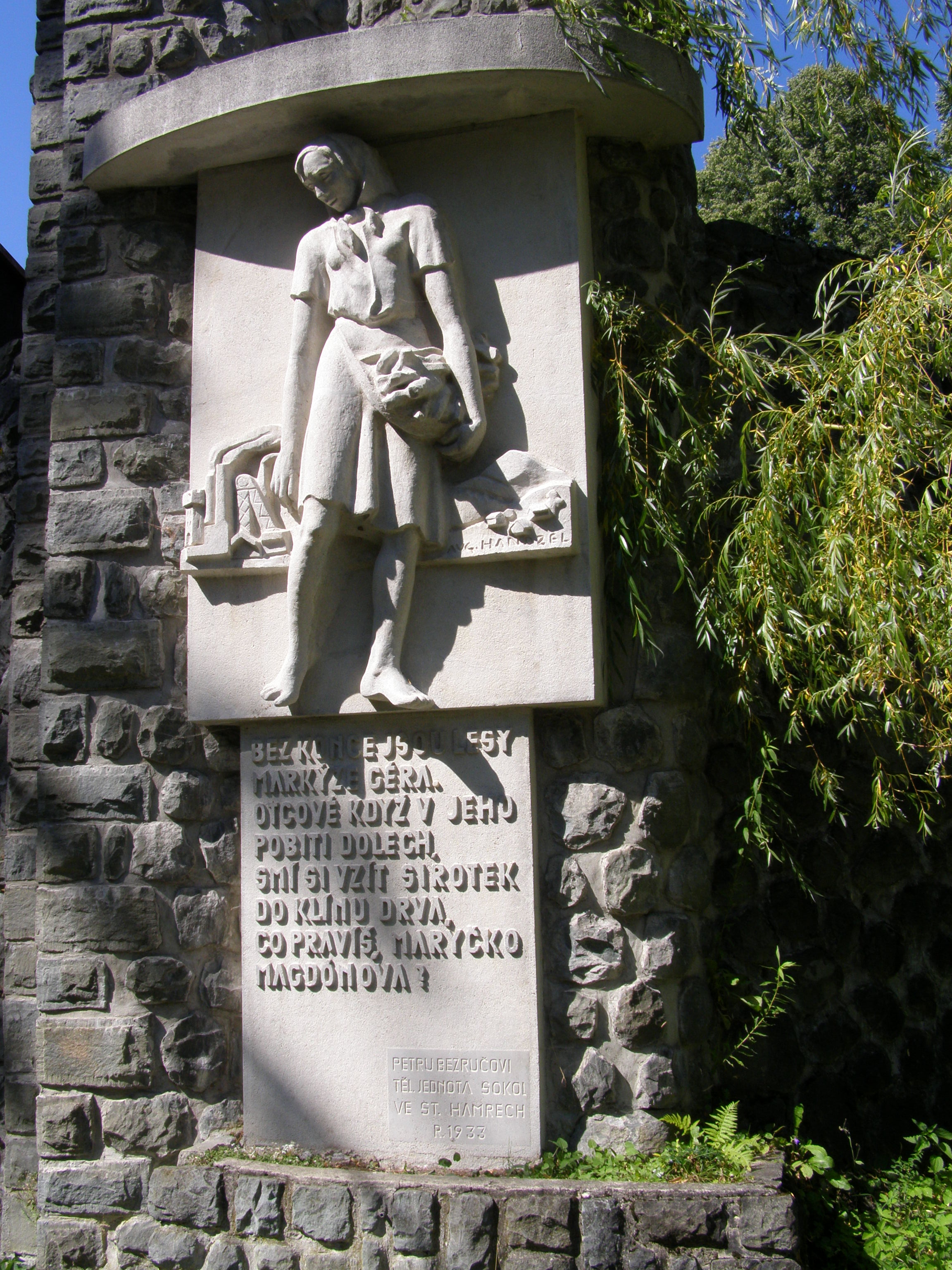
Pomník Maryčky Magdonové

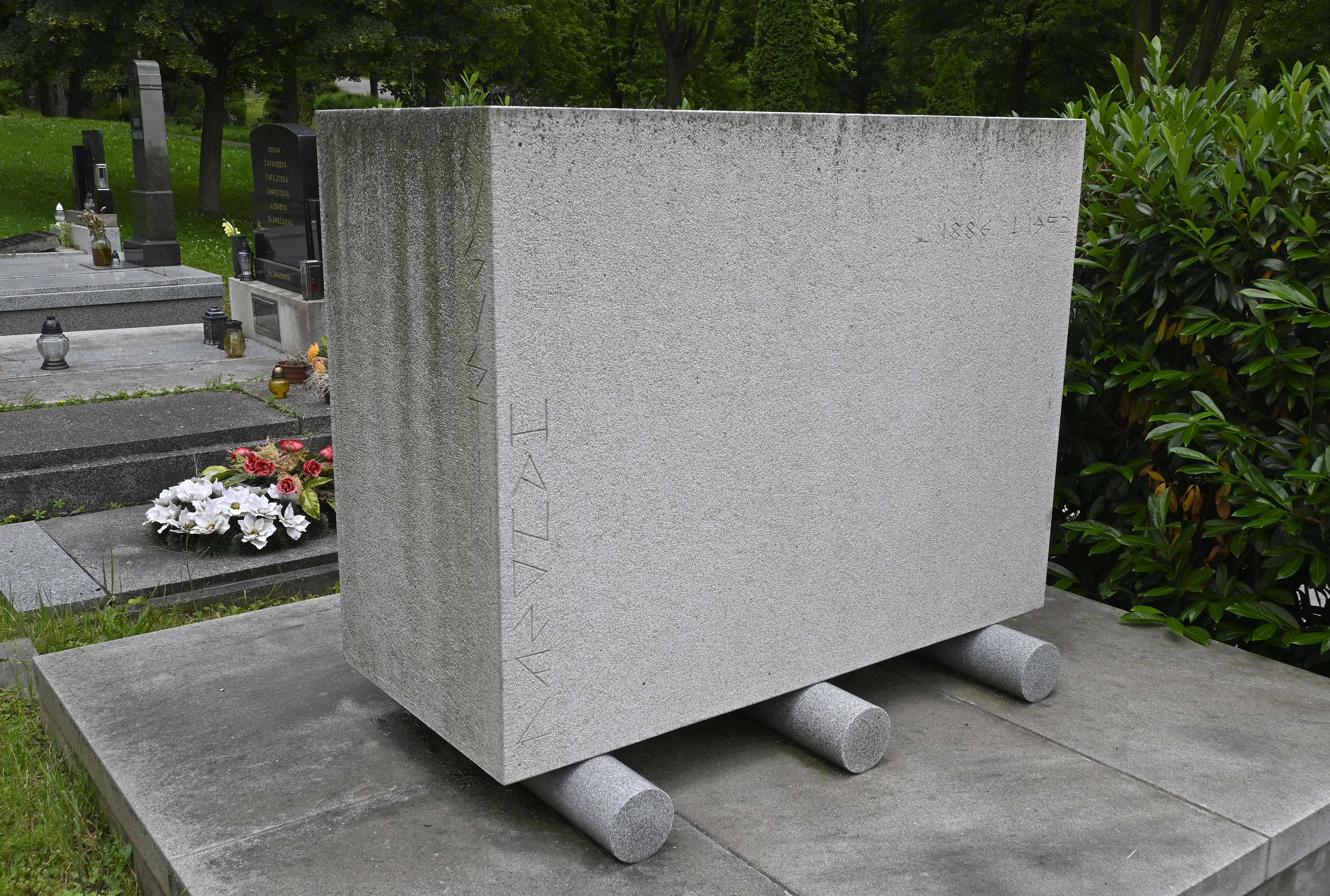
Hrob Augustina Handzela, Ústřední hřbitov Slezská Ostrava

Augustin Handzel (7. června 1886 Moravská Ostrava – 26. října 1952 Jablunkov) byl český sochař.

## Životopis
Studoval na Umělecko-průmyslové škole v Praze u profesora Josefa Drahoňovského. Po dokončení školy odešel do Vídně pracovat jako modelér pro výrobu majolikové plastiky u firmy Goldscheider. V roce 1913 se vrátil do Ostravy, kde si otevřel štukatérskou firmu, která však záhy zkrachovala. Od té doby se živil jako svobodný umělec. V roce 1919 se v Jablunkově oženil .
Zpočátku byla jeho tvorba ovlivněna Ottou Gutfreundem. Z této doby pocházejí např. sochy na průčelí bývalé ostravské Union banky či plastiky na centrálním ostravským hřbitově ve Slezské Ostravě. Kromě kubizujícího směru se Handzel nechal ovlivnit také civilním sochařstvím Jana Štursy, jehož důsledkem byla např. socha Dívka s cigaretou, Pomník Maryčky Magdonové či sochy na paláci Elektra v Moravské Ostravě.
Handzelovo dílo nalezneme ve sbírkách Galerie výtvarného umění v Olomouci, Galerie výtvarného umění v Ostravě, Moravské galerie v Brně či Slezského zemského muzea v Opavě.
Podle něho je pojmenována ulica Augustina Handzela v Ostravě.